# 安东尼奥·罗塞蒂
安东尼奥·罗塞蒂（義大利語：Antonio Rosetti；1750年—1792年6月30日），波西米亚作曲家。原名弗朗蒂舍克·安东宁·罗斯勒（František Antonín Rössler），后来将名字改成意大利形式。曾先后在瓦伦斯坦和梅克伦堡-施维林任职。他的作品在当时评价很高，如圆号协奏曲曾经影响了莫扎特。他的安魂曲也在莫扎特葬礼上演奏。

## 外部連結
- 國際羅塞蒂基金會的首頁 （页面存档备份，存于）（英文）
- 安东尼奥·罗塞蒂的免费乐谱，由国际乐谱典藏计划提供